# 银棘豆
银棘豆（学名：Oxytropis argentata），为豆科棘豆属下的一个种。

## 形态描述
多年生草本，高12-20厘米。根粗壮。茎缩短，具长分枝，疏丛生，被银白色绢状柔毛，残存有枯叶。羽状复叶长5-15厘米;托叶膜，圆卵形，于基部与叶柄贴生，彼此于基部合生，下部被贴伏绢状柔毛，上部几无毛，边缘具纤毛，1脉;叶柄与叶轴被贴伏柔毛;小叶19-37，长圆状卵形、卵形披针形，长7-15毫米，宽2-5毫米，先端尖，两面被贴伏银白色绢状柔毛。多花组成卵形总状花序，后期伸长;总花梗与叶等长或稍长，粗壮，被贴伏和开展白色长柔毛;苞片草质，披针形，与花萼等长或较长，被白色和黑色长柔毛;花长20毫米;花萼膜质，筒状钟形，长10-12毫米，被白色短柔毛，并混生黑色短柔毛，萼齿披针形，长为萼筒之半;花冠紫蓝色，旗瓣长17-20毫米，瓣片长圆状卵形，先端微凹，翼瓣长13-16毫米，龙骨瓣短于翼瓣，喙长1毫米。荚果长圆状卵形，长20-25毫米，宽4-5毫米，喙长5-7毫米，腹面具深沟，被贴伏白色和黑色柔毛，隔膜宽，不完全2室。花果期5-6月。